# Alice Henry
Alice Henry, född 21 mars 1857 i Melbourne, död 14 februari 1943 i Malvern, Victoria, var en australisk journalist och feminist.
Henry var från 1880-talet en av Australiens främsta journalister. Hon var även kampanjledare och föredragshållare vad gäller fackföreningar för kvinnor och kvinnlig rösträtt. Hon var även engagerad i välgörenhetsprojekt och radikala skrivarklubbar för kvinnor. År 1905 flyttade hon till USA, där hon var aktiv inom kvinnorörelsen, särskilt vad gäller fackföreningar samt skrev artiklar och böcker, innan hon 1933 återvände till Australien.